# Araçoiaba (kommun)
Araçoiaba är en kommun i Brasilien.   Den ligger i delstaten Pernambuco, i den östra delen av landet, 1 700 km nordost om huvudstaden Brasília. Antalet invånare är 18 144. Arean är 96 kvadratkilometer.
Terrängen i Araçoiaba är platt.
Följande samhällen finns i Araçoiaba:
- Araçoiaba

Omgivningarna runt Araçoiaba är en mosaik av jordbruksmark och naturlig växtlighet. Runt Araçoiaba är det tätbefolkat, med 511 invånare per kvadratkilometer.